# Rampenlicht

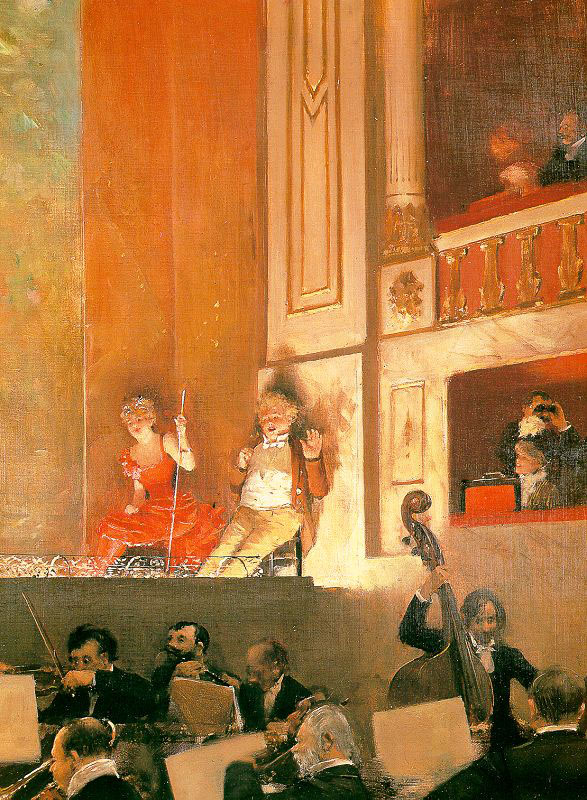
Rampenlicht beim Proszenium des Pariser Théâtre des Variétés: Jean Béraud 1888

Das Rampenlicht oder Fußlicht (auch Fußrampe oder einfach Rampe) war ein wichtiger Bestandteil der historischen Theaterbeleuchtung. Es besteht aus einer Anordnung von Leuchtmitteln am vorderen Bühnenrand, der sogenannten Rampe.
Rampenlicht ist bis heute kein gerichtetes Scheinwerferlicht, sondern Flutlicht, auch wenn das englische Spotlight oft mit „Rampenlicht“ übersetzt wird. Obwohl es jahrhundertelang als „unnatürliche“ Notlösung beklagt wurde, weil die Mitte der Bühne nicht besser beleuchtet werden konnte, und obwohl es wegen der offenen Flammen eine Gefahr für die Darsteller war, hielt sich das Rampenlicht bis ins 20. Jahrhundert hinein. Heute hat es auch im Theater nur noch geringe Bedeutung. Im übertragenen Sinn der „öffentlichen Aufmerksamkeit“ ist der Ausdruck Rampenlicht nach wie vor gebräuchlich.
Im 19. Jahrhundert wetteiferten manche Theater mit ihrem Rampenlicht um die hellste Lichttechnik, was der Kunst und den Künstlern nicht immer zuträglich war und die Brandgefahr durch Vermehrung der Flammen und den Wechsel der Brennstoffe von Talg und Pflanzenölen über Petroleum und Camphin bis hin zu Stadtgas und Knallgas vergrößerte. Als es elektrische Scheinwerfer gab, war das Rampenlicht der bloßen Helligkeit wegen nicht mehr nötig. Aus Traditionsgründen und für besondere Effekte wird es da und dort noch verwendet. Unter anderem hielten sich sein dramatisches Potenzial (Schlagschatten auf den Gesichtern) im Melodram und seine erotische Komponente (hervorgehobene Beine) in Revue und Varieté, was auch die Lichtführung von Filmszenen beeinflusst hat.

## Geschichte

### Von der Kerze zum Gaslicht

#### Frühe Zeugnisse

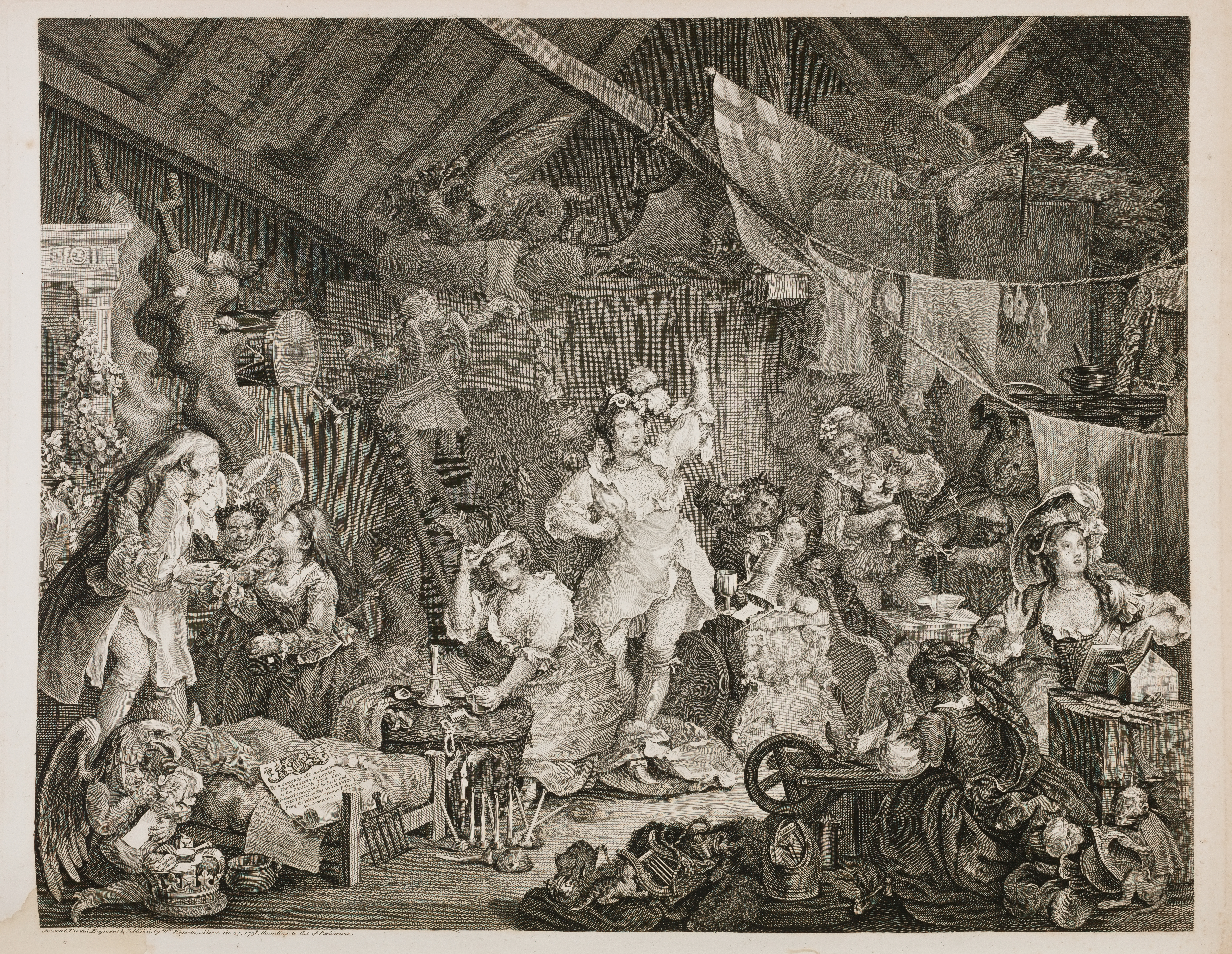
Strolling Actresses Dressing in a Barn: William Hogarth 1738

Eine frühe Erwähnung des Rampenlichts als Bühnenbeleuchtung findet sich in Sebastiano Serlios Le premier livre d’architecture 1545. Im 17. Jahrhundert diskutierten die Architekten Joseph Furttenbach (Architectura recreationis, 1640) und Nicola Sabbatini (Pratica di fabricar scene e macchine ne’ teatri, 1638) das Rampenlicht ausführlicher: Sabbatini meinte, dass es die Kostüme gut zur Geltung bringe, aber für die Darsteller hinderlich und unvorteilhaft sei. Es lasse sie „bleich und abgezehrt erscheinen, als ob sie das Fieber gehabt hätten“. Das Rampenlicht konnte sich gegenüber einer gemeinsamen Beleuchtung von Zuschauerraum und Bühne mittels Kronleuchtern noch nicht allgemein durchsetzen.
Erst im 18. Jahrhundert wurde die gleichmäßige Beleuchtung von Bühne und Zuschauerraum während der Vorstellung aufgegeben und machte einer differenzierteren Bühnenbeleuchtung Platz, die aus einer Beleuchtung der Hinterbühne von den Gassen aus und dem Rampenlicht am vorderen Bühnenrand bestand. Dadurch wurde das Bühnengeschehen besser sichtbar als der Zuschauerraum. Auf William Hogarths Kupferstich Strolling Actresses Dressing in a Barn (1738) sind vorne links der Mitte eine Reihe von Kerzen mit Haltern zu sehen, die mit großer Wahrscheinlichkeit als Fußlichter dienten. Dies zeigt nach Ansicht des Historikers Carl Friedrich Baumann, dass auch wandernde Schauspieltruppen diese Art Beleuchtung verwendeten.

#### Kontroversen
Rampenlicht wurde unvermindert kritisiert, als es sich durchgesetzt hatte, doch es ließ sich bis zum Ende des 19. Jahrhunderts durch keine bessere Technik ersetzen. Die Ästhetik des Rampenlichts wurde selten begrüßt. Der Choreograph Jean Georges Noverre lehnte es mit den Worten ab, dass nichts verfehlter sei als eine Beleuchtung von unten nach oben. Johann Christian von Mannlich befand 1802, das Rampenlicht sei „sonderlich dem Frauenzimmer wegen des Schattens über der Brust und über der Nase sehr unvorteilhaft“.
Zu Gunsten des Rampenlichts wurde aus Gründen der Nützlichkeit argumentiert. So erklärte der Chemiker Antoine-Laurent de Lavoisier um 1766: „Man erhält so ein Mittel, dass die Zuschauer nicht mehr so schnell ermüden. Man spart sehr viel Brennstoff, was sehr viel ausmacht, wenn man nicht daran denkt, dass er außerdem unsere Schauspielsäle übel riechend und ungesund macht.“

#### Kerze und Öllampe

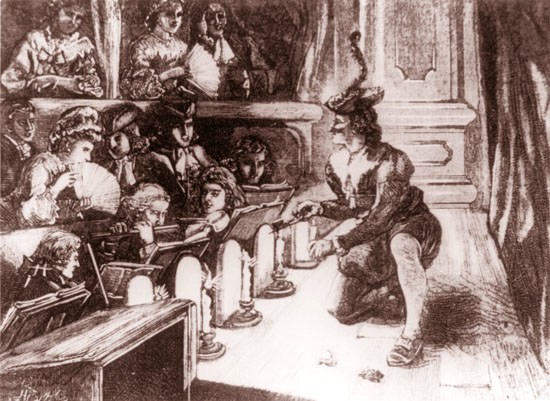
Ein kostümierter Lichtputzer kürzt die Dochte des Rampenlichts, vor 1800.

Das Rampenlicht bestand zunächst aus einer Reihe von Kerzen am vorderen Bühnenrand auf der ganzen Breite der Bühne. Weil die aus Talg hergestellten Kerzen schon nach etwa zehn Minuten Brennzeit ein Drittel an Helligkeit verloren, wie Johann Gottfried Dingler ausführte, mussten sie während der Aufführung von Lichtputzern mit einer Dochtschere gewartet werden, welche oft zum Drama passende Kostüme trugen. Die Kerzen wurden manchmal durch eine erhöhte Begrenzung der Rampe gegenüber dem Publikum verborgen. Darstellerinnen mit langen Kleidern mussten sich in Acht nehmen, dem Feuer nicht zu nahe zu kommen.
Es gab das am Bühnenrand frei stehende und das in einem schmalen Graben vor der Bühne vertieft angebrachte Rampenlicht. Um eine Blendung der Zuschauer zu vermeiden und das auf die Bühne geworfene Licht zu verstärken, wurden einzelne Blenden pro Flamme oder eine durchlaufende Blende zwischen Flammen und Zuschauerraum angebracht. Die Blendung und Gefährdung der Darsteller wurden in Kauf genommen. Die Blenden dienten zugleich als Reflektoren, die oft zylinder- oder muschelförmig gestaltet waren. Bei manchen Theatern war das Rampenlicht in eine Versenkeinrichtung oder in Bodenklappen eingebaut, sodass es unter der Bühne gezündet werden und die Vorderbühne dann schlagartig erhellen oder verdunkeln konnte, was auch „Tagmaschine“ genannt wurde.
Die Comédie-Française ersetzte die 48 Kerzen des Rampenlichts bereits in der ersten Hälfte des 18. Jahrhunderts durch 32 mehrdochtige Öllampen. Dem Austausch der Lampen durch das hellere Gaslicht, das die Augen stärker ermüdete, konnten sich die Schauspieler an dieser Bühne nach Charles Nuitters Angaben bis weit ins 19. Jahrhundert hinein widersetzen.

#### Argand-Lampe

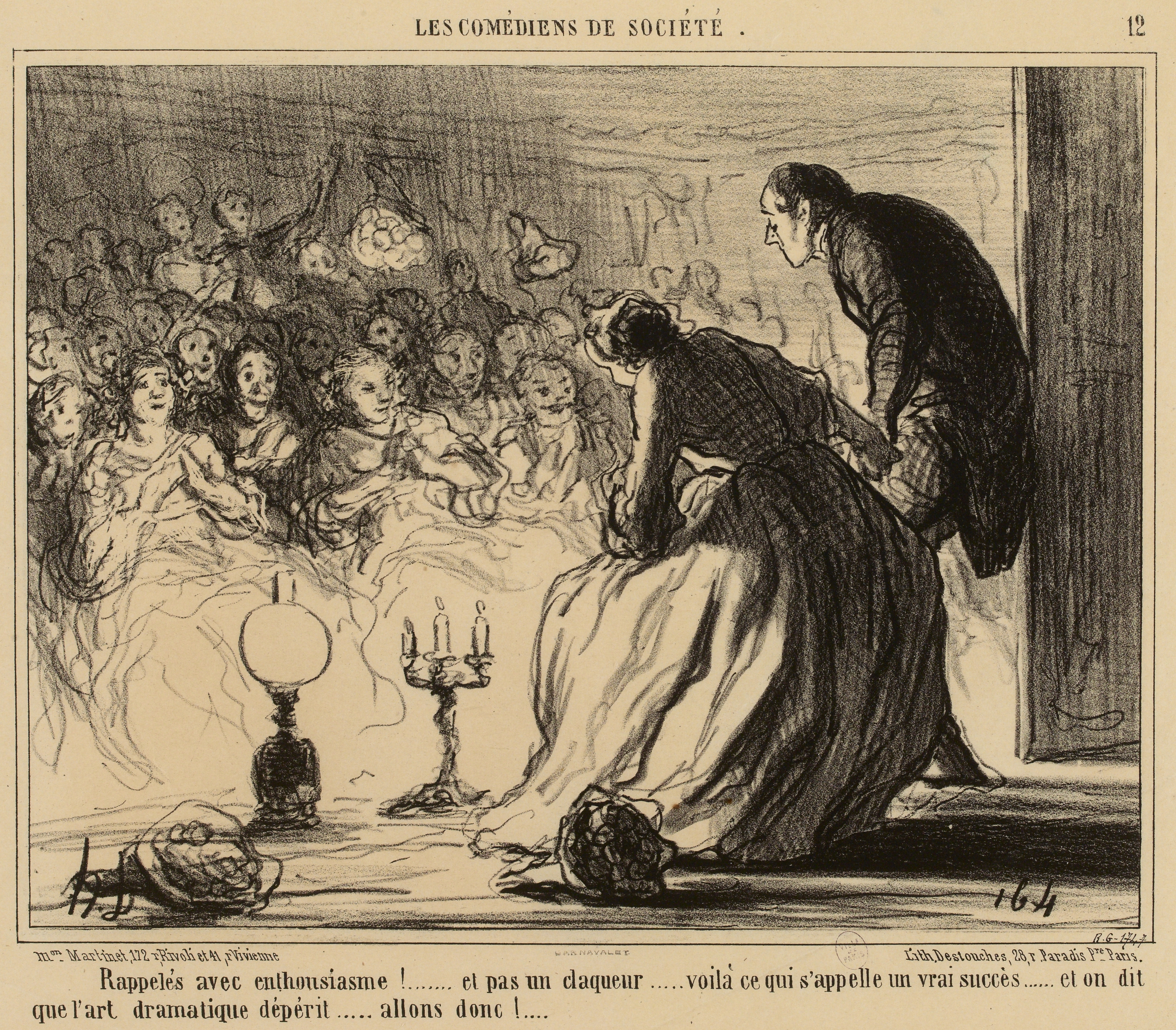
Wanderschauspieler mit improvisiertem Rampenlicht: Honoré Daumier 1858.

Die kaum mehr flackernde und durch verbesserte Sauerstoffzufuhr wesentlich hellere Argand-Lampe seit etwa 1800, die zunächst noch mit Pflanzenölen und späterhin mit Petroleum betrieben wurde, stellte eine deutliche Verbesserung dar. Erstmals wurde sie bereits 1784, kurz nach ihrer Erfindung, im Pariser Théâtre de l’Odéon eingesetzt. Ihre Lichtstärke übertraf die Kerze etwa um den Faktor 10. Das Rampenlicht der Pariser Oper bestand zeitweise aus einer Reihe von 52 Argand-Lampen, in der Königlichen Oper Berlin waren es 72. Dies blieb für manche Bühnen bis über die Mitte des 19. Jahrhunderts hinaus die hauptsächliche Beleuchtung.
Der Dresdner Architekt Karl Moritz Haenel erwähnte 1846 farbiges Rampenlicht, das durch den Vorsatz von eingefärbten Glasplatten erreicht werde: Blaugrün für Mondschein, gelb und rot für Abend- und Morgensonne. Schwarze Schirme waren für die Argand-Lampen in Gebrauch, wenn Finsternis auf der Bühne herrschen sollte, und sie seien durch das gasbetriebene Rampenlicht entbehrlich geworden, weil dafür die Gaszufuhr gedrosselt werden konnte. „Die Veränderung der Beleuchtung“, so führte das Allgemeine Theater-Lexikon aus, „geschieht am Besten  durch den Souffleur“.

#### Gaslicht

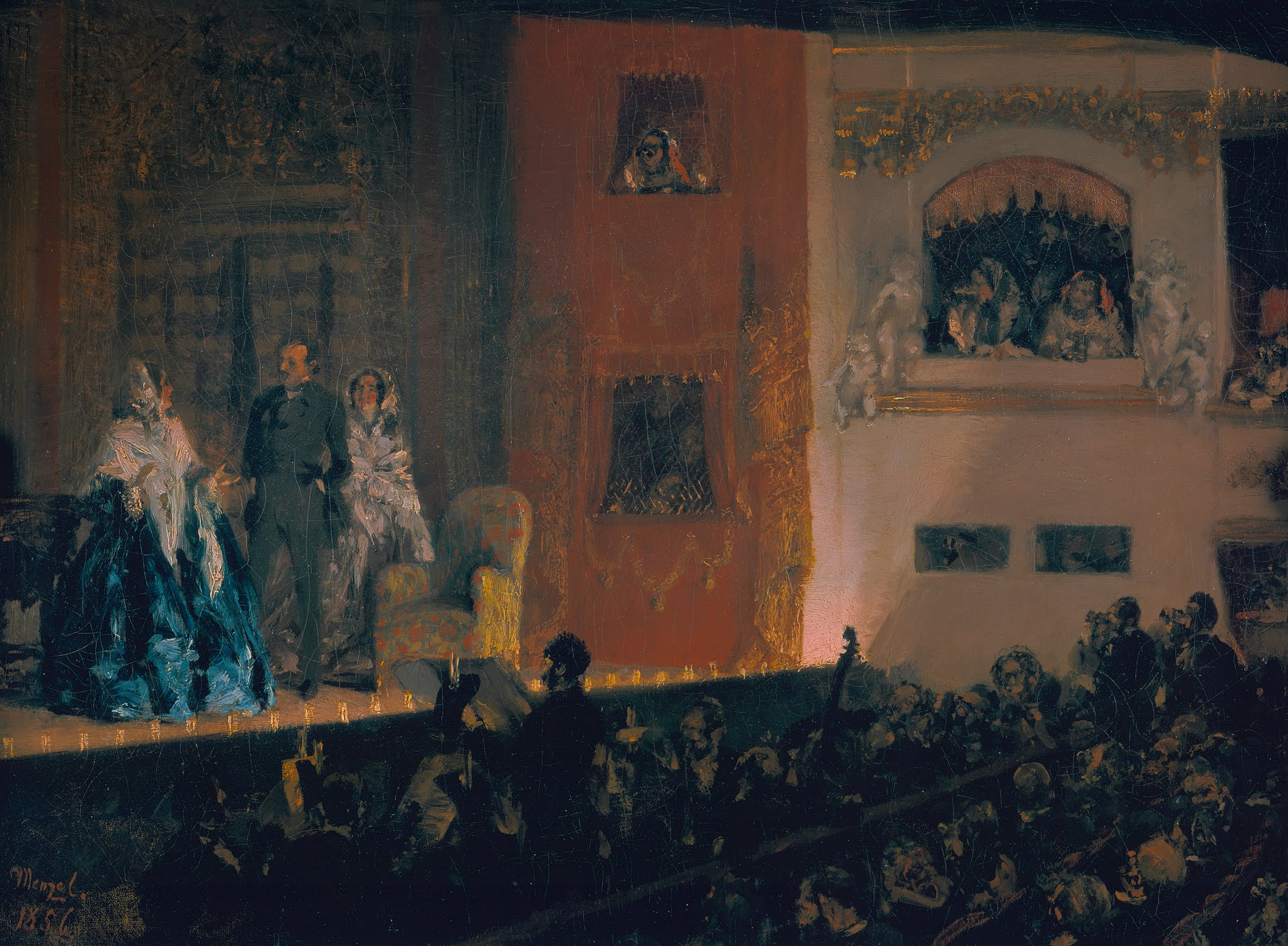
Rampenlicht im Pariser Théâtre du Gymnase-Dramatique: Adolph Menzel 1856.

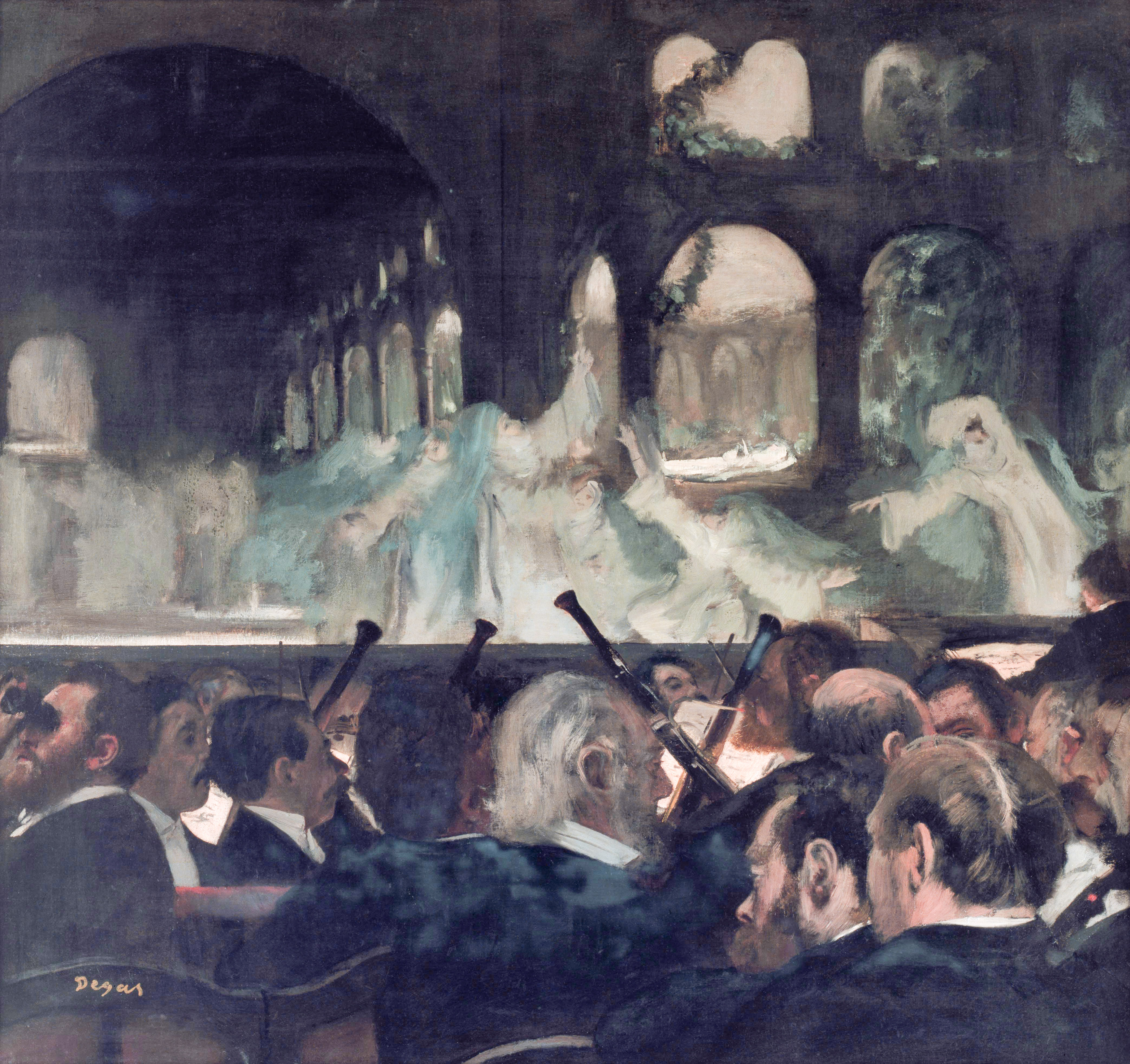
Gaslicht als Fußlicht in der Pariser Oper für das Nonnenballett aus Robert le diable: Edgar Degas 1876

Die Beleuchtung der Theater mit Ölgas und später mit dem aus Steinkohle gewonnenen Stadtgas setzte sich seit den 1810er-Jahren zunehmend durch. Das Londoner Dury Lane Theatre hatte in den 1820er-Jahren bereits gasbetriebenes Rampenlicht mit 80 Lampen. Da die Gasbeleuchtung noch auf offenen Flammen beruhte, hatte sie einen geringen Wirkungsgrad, war also nicht besonders hell und trug erheblich zur Heizung bei, was für die Bühnendarsteller nicht unbedingt angenehm war. Auf einer Vorbühne in Paris wurde als Durchschnittstemperatur 37,5 °C gemessen, und auch die Musiker im Orchestergraben wurden durch die Hitze beeinträchtigt. Durch die aufsteigende Heißluft waren die Schauspieler zudem einem ständigen Luftzug ausgesetzt.
Weil dem Gas Kohlenstoffpartikel beigemischt wurden, um die Flamme heller zu machen (sofern die brennbaren Verunreinigungen wie Naphthalin nicht ausreichten), beeinträchtigte der Ruß zusammen mit dem in großer Menge produzierten Kohlenstoffdioxid und dem giftigen Kohlenstoffmonoxid die Luftqualität im Theater. Da eine vollständige Entschwefelung nicht möglich war, verbreitete sich je nach Qualität des Gases aufgrund der Spuren von Schwefelwasserstoff ein Geruch von faulen Eiern.
Auf der anderen Seite war Gas ökonomischer als Öl, wenn man von einer vergleichbaren Lichtstärke ausging. Mit der neuen Technik wuchsen aber auch die Ansprüche, sodass sich höhere Beleuchtungskosten ergaben. Die Lichtqualität des Gaslichts als Bühnenbeleuchtung wurde geschätzt, nicht zuletzt weil sich die Gaszufuhr und damit die Beleuchtungsstärke in gewissem Maß regeln ließen. Mit zahlreichen Experimenten, etwa mit nach unten gerichteten Flammen, indirekter Abstrahlung auf die Bühne und Abzugsvorrichtungen unter dem Bühnenboden, versuchten Architekten und Bühnentechniker, die Nachteile des gasbetriebenen Rampenlichts in den Griff zu bekommen. Der Physiker Jules Antoine Lissajous entwickelte 1861 eine solche Anlage für die Pariser Oper. Auch in der Mailänder Scala 1868 und in der Wiener Hofoper wurden Fußrampen mit Luftabzug eingebaut.
Führend in der Entwicklung der Bühnentechnik waren die größten europäischen Städte London und Paris aufgrund ihrer Theaterdichte. Zu den wenigen allseits gelobten (also nicht bloß hellen, sondern auch ästhetisch befriedigenden) Verwendungen des gasbetriebenen Fußlichts gehört das geisterhafte Nonnenballett im Mondlicht aus Giacomo Meyerbeers Oper Robert le diable 1831, die in dieser Ausstattung bis 1893 mit 758 Vorstellungen im Repertoire der Pariser Oper blieb. Als neuartiger Kontrast wurden das Rampenlicht ebenso wie der stets brennende Kronleuchter im Zuschauerraum unmittelbar vor dieser Szene am Ende des III. Akts verfinstert. Rampenlicht als Mondlicht wurde zum wesentlichen Merkmal für die romantischen Ballette La Sylphide (1832) und Giselle (1841). Die Beleuchtungsrichtung wurde durch einen Wasserspiegel gerechtfertigt. Maler wie Edgar Degas waren vom Gaslicht als Rampenlicht fasziniert und hielten es in unzähligen Varianten fest.
Im deutschen Sprachgebiet ließ die Einführung des Gases auf sich warten. 1829 lehnte der Architekt und Bühnenbildner Karl Friedrich Schinkel in einem Gutachten das Ansinnen von Karl Friedrich Cerf ab, die Bühne des Königsstädtischen Theaters Berlin mit Gas zu beleuchten. Der Konkurrenzkampf der Theater in den größeren Städten wie Wien und Berlin sowie das Repräsentationsbedürfnis der Hoftheater förderten in der Folgezeit die Umstellung auf Gaslicht. Das Theater-Lexikon schrieb 1841: „Selbst in Deutschland finden sich schon Mehrere [Bühnen], die ganz oder zum Teil durch Gas beleuchtet sind.“ Das Berliner Victoria-Theater als eine der größten Theaterbauten um die Mitte des Jahrhunderts hatte 1859 ein Rampenlicht mit 68 Gasflammen.

### Höhepunkt und Ende

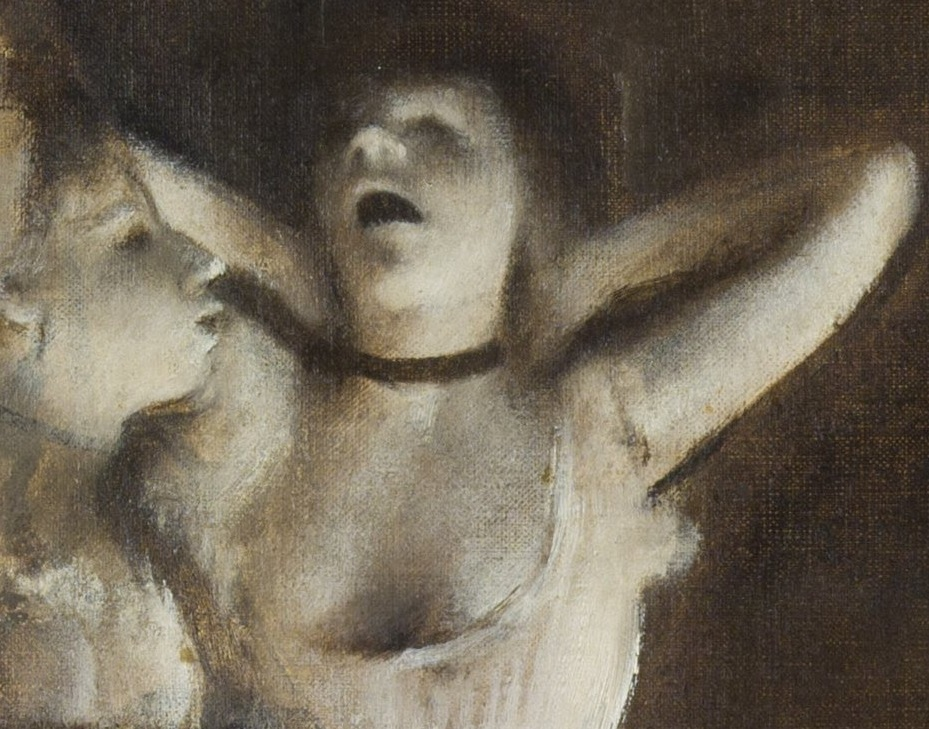
Gesichter im Rampenlicht: Edgar Degas 1874 (Detail)

#### Kalk- und Bogenlicht
Seit dem zweiten Drittel des 19. Jahrhunderts wurden die Petroleum- und Gaslampen des Rampenlichts an manchen Orten durch Drummondsches Licht („Kalklicht“) ergänzt oder ersetzt, das gleißend hell war und sich aus größerer Entfernung einsetzen ließ. Seine englische Bezeichnung Limelight wird heute häufig mit „Rampenlicht“ übersetzt, obwohl es sich beim Kalklicht schon um eine neuere Technik als die Fußlichter handelte, die sich notgedrungen in nächster Nähe der Darsteller befinden mussten. Mit einer Lichtstärke, die das normale Gaslicht etwa um den Faktor 20 übertraf, war das Kalklicht zur Konstruktion von Scheinwerfern oder Projektoren geeignet, die nicht direkt an der Rampe befestigt werden mussten und sich als Verfolger auf die Bühnendarsteller richten ließen. Als erstes Theater setzte Covent Garden in London 1837 diese Beleuchtungstechnik ein. In den 1860er- und 70er-Jahren galt sie als hochmodern. In den Vereinigten Staaten wurde das Spektakel The Black Crook (1866) berühmt für seine Kalklicht-Effekte und blieb in New York City über sechzig Jahre lang im Repertoire.
Helleres Licht gaben auch Lampen mit dem hochexplosiven Camphin (siehe Äthergaslampe). Eine weitere, wegen ihrer noch grelleren Lichtqualität und ihrem Zucken nicht von allen Theatern geschätzte Verstärkung ermöglichte die Kohlebogenlampe als erste elektrische Bühnenbeleuchtung.

#### Brandgefahr

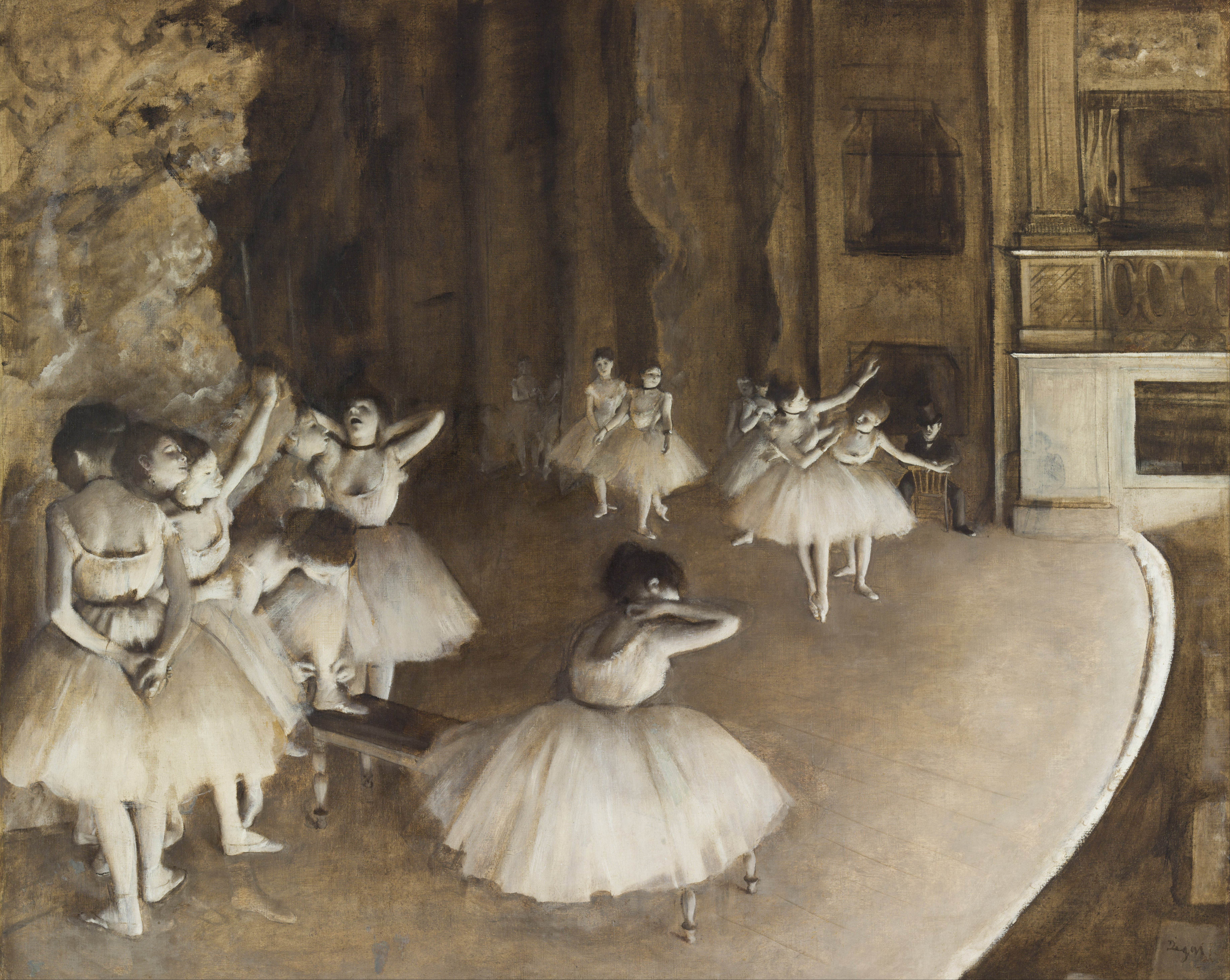
Rampenlicht im romantischen Ballett: Edgar Degas 1874

Die Brandgefahr der immer helleren Beleuchtung vergrößerte sich: Die Ballerina Emma Livry starb 1863, nachdem sie sich am Rampenlicht in der Salle Le Peletier der Pariser Oper entzündet hatte, und auch etwa die Augsburger Postzeitung berichtete am 11. Dezember 1865: „Frl. Ehlers, eine der Schönheiten der deutschen Truppe, nahte sich an einem der letzten Abende der Rampe zu sehr, während sie in Zehn Mädchen und kein Mann tanzte; ihr leichtes Kleid fing Feuer und im Nu stand sie in Flammen. Ihr Auskommen ist kaum mehr zu erwarten.“ August Fölsch erwähnt neun Todesfälle wegen zu großer Nähe zum Rampenlicht 1870–1878. Die Explosion eines Camphin-Fußlichts in einer Music Hall während des Goldrauschs 1866 in Virginia City ließ das Theater in kürzester Zeit abbrennen. Das Kalklicht wiederum barg die Gefahr einer Knallgasexplosion.
Zwei Katastrophen im Jahr 1881, die Gasexplosion in der Oper Nizza und der Wiener Ringtheaterbrand, forderten einige hundert Todesopfer und ließen die Zuschauerzahlen weltweit einbrechen. In beiden Fällen war nach mehreren erfolglosen Zündversuchen zu viel Gas ausgetreten, in Nizza erfolgte die Explosion an der Rampe zu Beginn einer Vorstellung von Lucia di Lammermoor. Diese Katastrophen hatten die zunehmende Ersetzung des Gaslichts im Theater durch elektrisches Licht zur Folge. Der 1885 erfundene Glühstrumpf, der die Gasbeleuchtung wesentlich verbesserte, konnte die Elektrifizierung des Bühnenlichts nicht aufhalten.

#### Kritik

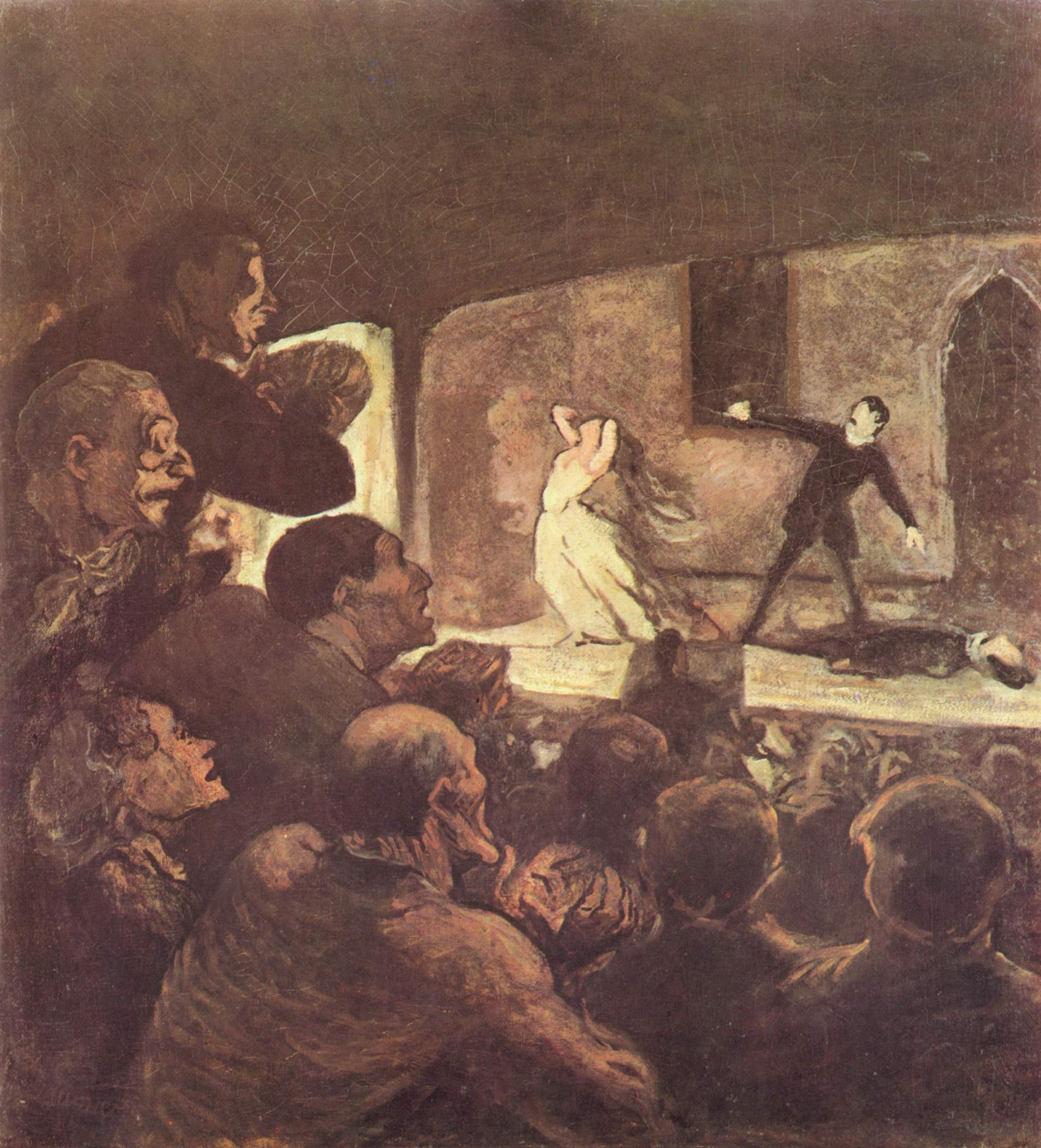
Blendend hell beleuchtete Kostüme, Schatten auf den Kulissen und schemenhafte Gesichter: Gasbetriebenes Rampenlicht in einer Karikatur von Honoré Daumier um 1860.

Dass mit dem Rampenlicht des 19. Jahrhunderts nach dem Willen mancher Theaterdirektionen die hellste Lichttechnik der Gegenwart gezeigt werden sollte, stieß auf zunehmenden Widerstand vor allem der Bühnenkünstler. Die fehlende „Natürlichkeit“ des Rampenlichts wurde schon zu Beginn des Jahrhunderts beklagt, und auch später wurde der „falsche und unnatürliche Effekt“ des gasbetriebenen Rampenlichts bemängelt. Der Komponist Richard Wagner wandte sich gegen die „hellerleuchtete Rampe der Vorderbühne“, ihn störte „die Frechheit in der nackten Ausstellung des scenischen Geheimnisses vor den Augen der Gaffer“. Der Schriftsteller Heinrich Heine erklärte im Jahr 1837 ironisch, der „Feuerstreif der Rampe“ sei ein „Zauberglanz, der einem prosaischen Publikum sehr leicht als unnatürlich vorkommt, und der doch weit natürlicher ist als die gewöhnliche Natur“.
Es war ein Ärgernis, wenn der untere Teil des geschlossenen Vorhangs durch das kaum veränderliche Rampenlicht hell beleuchtet wurde. Noch älter sind Klagen über die Sichtbehinderung durch Luftflimmern, Rauch und Dampf. 1881 schilderte eine Londoner Zeitschrift „die immense Hitze, die alleine von den Fußlichtern herstammt. Dies entspricht einer Anzahl Feuerstellen an der Rampe, und jeder Luftzug von der Bühne her füllt den Zuschauerraum mit einem Hitzeschwall.“ Die Wand aus aufsteigender heißer Luft erzeugte eine Schallbrechung, worunter die Verständlichkeit der Bühnendarsteller für das Publikum litt. Auch die Kohlemikrofone des Pariser Theatrophons wurden 1881 durch den Luftzug der Rampenlichter gestört. Durch die Verdunkelung des Zuschauerraums, die Ende des 19. Jahrhunderts üblich wurde, und durch die zunehmende Lichtstärke der Fußlichter fehlte oft das ausgleichende Licht von oben, was die Schlagschatten des Rampenlichts verstärkte. Auch die Blendung der Darsteller vergrößerte sich: „Sänger insbesondere klagen oft darüber, dass sie über die offen brennende Fußrampe hinweg den Stab des Kapellmeisters nicht mit genügender Deutlichkeit sehen können.“

#### Lösungsversuche

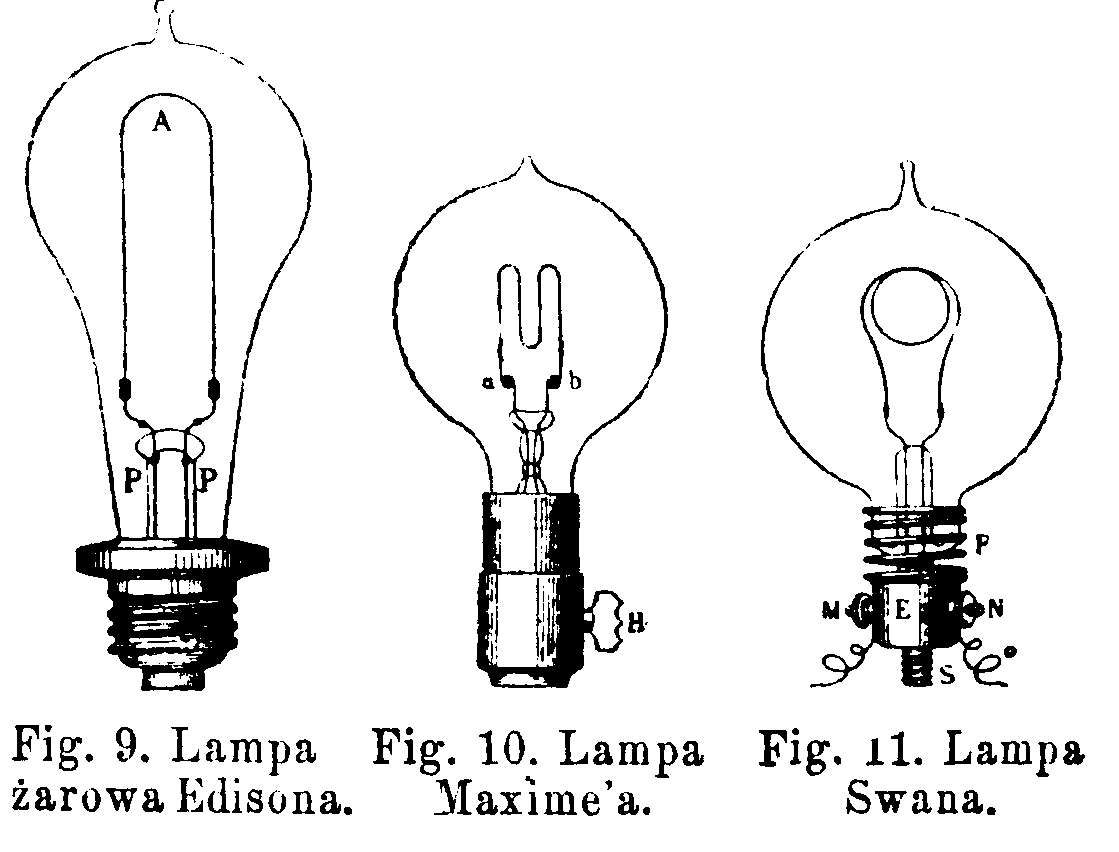
Die Swan-Glühlampe (rechts) von 1878, eines der ersten elektrischen Rampenlichter

Versuche, die Vorderbühne nur durch Ober- und Seitenlichter zu beleuchten, schlugen regelmäßig fehl, weil die Mitte zu dunkel blieb und die Darsteller sich gegenseitig in den Schatten stellten, wenn sie hauptsächlich von der Seite beleuchtet wurden. Ludwig Catel berichtete um 1802 über einen solchen Versuch: „[…] da aber das Proszenium zu breit ist, so ist nicht genug Licht in die Mitte gefallen. Wollte man die Beleuchtung von oben herableiten, so würde man, des großen Abstands wegen, auch hier nicht Licht auf den Schauspieler bringen“. Noch für das 1876 eröffnete Richard-Wagner-Festspielhaus in Bayreuth scheiterten die Pläne, das Rampenlicht durch eine Beleuchtung von oben zu ersetzen, „weil die Helligkeit des Gaslichtes zu gering war, um die Darsteller über eine Entfernung von 12 bis 15 m ausreichend von vorn zu beleuchten“.
Erst die Bühnenscheinwerfer mit der bis heute gewohnten Fresnel-Linse, zunächst mit Kalklicht oder Bogenlicht (erzeugt von der stabileren Differenzialbogenlampe), konnten Abhilfe schaffen. Diese frühen Bauarten hatten noch den erheblichen Nachteil einer nur mechanisch veränderlichen Lichtstärke. Hubert von Herkomer in London und David Belasco in New York experimentierten damit Ende der 1880er Jahre. Eine Ablösung des monoton-intensiven Rampenlichts durch andere Beleuchtungsmethoden setzte Ende des 19. Jahrhunderts ein, so durch die amerikanische Tänzerin Loïe Fuller oder den europäischen Bühnenbildner Adolphe Appia. Beide arbeiteten mit elektrischem (Bogen-)Licht und frühen Scheinwerfern. Appia hoffte um 1904, das Rampenlicht, „dieses erstaunliche Ungeheuer“, durch die (indirekte) Fortuny-Beleuchtung ersetzen zu können. Fuller ließ ihre Tänze etwa auch durch eine Glasplatte hindurch von unten beleuchten oder verwendete phosphoreszierende Materialien als Alternativen zur „permanenten Grellheit der Fußlichter“, wie Anatole France 1908 anerkennend hervorhob.

#### Konservatives Festhalten
Im Unterhaltungstheater zu Beginn des 20. Jahrhunderts blieb das Rampenlicht dagegen noch weit verbreitet. Gemälde aus dem Umkreis der Ashcan School zeigen, wie Tänzerinnen mit Hilfe des Rampenlichts ihre Beine in Szene setzen, zum Beispiel Dancer in White Before the Footlights (1910) oder Footlight Flirtation (1912) von Everett Shinn. Auch Max Reinhardt wollte nicht auf das Rampenlicht verzichten, namentlich für das Kabarett Schall und Rauch, und setzte mit Vorliebe farbige Rampen ein. Noch 1930 wird argumentiert: „Ganz ohne Rampe wird man jedoch nicht auskommen […] Für gewisse Zwecke, z. B. Ballett, braucht man […] scharfes Rampenlicht“. Die Eurythmie auf der Bühne im Goetheanum Dornach hält bis heute an einer von Rudolf Steiner und Ehrenfried Pfeiffer konzipierten Art des Rampenlichts fest.

#### Neue Leuchtmittel
Glühlampen und etwa auch die Jablotschkowsche Kerze waren neue elektrische Leuchtmittel für das Fußlicht, mit denen die Brandgefahr erheblich verringert wurde. Die leicht rötliche, allerdings lichtschwache Kohlefadenlampe erinnerte an das Gaslicht und wurde deshalb bevorzugt. Das 1881 erbaute Londoner Savoy Theatre war noch mit Gaslicht ausgerüstet, hatte aber bereits ein Rampenlicht aus einer Reihe von Glühlampen des Erfinders Joseph Wilson Swan, der mit einem persönlichen Auftritt die Vorteile des neuen Leuchtmittels nach der Katastrophe von Nizza herausstellte. Aufgrund ihres schwächeren Lichts mussten diese Leuchtmittel vermehrt werden: Das 1882 eröffnete erste voll elektrisch beleuchtete Brünner Stadttheater brauchte 142 Glühlampen für das Rampenlicht. Mariano Fortuny versuchte um die Jahrhundertwende, indirektes Licht (erzeugt von starken Bogenlampen) zum hauptsächlichen Theaterlicht zu machen, was den natürlichen Lichtverhältnissen im Freien nahekam, aber sich als diffuses Licht nicht gegen die aufkommenden Scheinwerfer behaupten konnte. 1909 wurde die Fortuny-Beleuchtung in der Krolloper Berlin als Alternative für die zahlreichen Kohlefadenlampen auch für die Fußlichter eingeführt.

### Ablösung durch Scheinwerferlicht

#### Metallfadenlampe

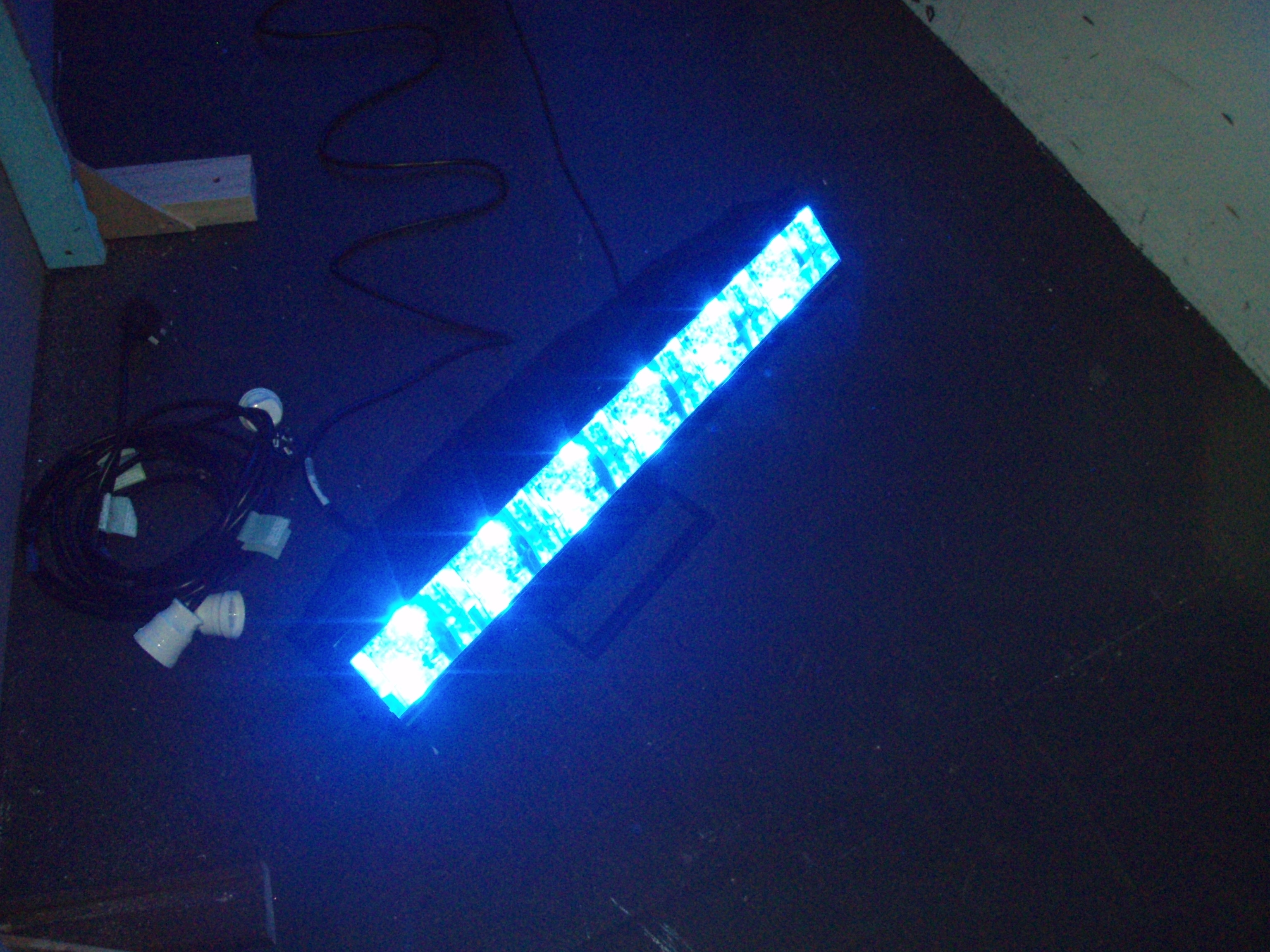
Aktuelle Variante des Fußlichts mit LED-Lampen.

Seit den 1920er Jahren besteht das Theaterlicht hauptsächlich aus elektrischen Scheinwerfern, auf der Basis der seit den 1910er Jahren ausgereiften, mit Inertgas gefüllten Metallfadenlampe. Das hitzebeständige Material Wolfram ermöglichte die Herstellung von Glühbirnen, die nicht mehr aufgrund ihrer geringen Lichtstärke an der Rampe aufgereiht werden mussten, sondern sich zum Betrieb von Scheinwerfern eigneten. Dies erlaubt eine stärkere und differenziertere (das heißt: punktgenaue und regelbare) Beleuchtung aus größerer Entfernung. Um 1915 wird die maximale Lichtstärke der Kohlefadenlampe mit 100 Hefnerkerzen angegeben, diejenige der Metallfadenlampe mit 1000. 1928 führte Osram die 10.000 Watt-Glühbirne ein, zwei Jahre später die 50.000 Watt-Lampe. Das Rampenlicht wurde durch Frontal-Beleuchtung aus dem Zuschauerraum, etwa von Logen im ersten und zweiten Rang aus, ersetzt. Fußlicht an der Rampe hat seither nur noch untergeordnete Bedeutung.

#### Traditionsreste
Berühmt geworden ist Alfred Wertheimers Foto von Elvis Presley 1956 auf den Knien vor dem Rampenlicht auf der Bühne des heutigen Altria Theater. Die Erzählung, von der Charles Chaplin für seinen mit „Rampenlicht“ übersetzten Filmtitel Limelight (1952) ausging, hieß noch Footlights. Der Titel spielt auf die zu Beginn des 20. Jahrhunderts schon altmodische Beleuchtung in den einfachen Vaudeville-Theatern an, in denen er seine Karriere begann – und wahrscheinlich auch auf den Sachverhalt, dass das Kalklicht ebenfalls in den frühen Cinématographen Verwendung fand.

#### Verbleibende Funktionen
Rampenlicht ist heute keine Notlösung mehr, weil die Bühne nicht besser beleuchtet werden könnte, sondern wird für besondere Wirkungen oder eine Varieté-Atmosphäre eingesetzt. Es wird etwa verwendet, „um die Illusion von Tiefe zu erzeugen“ oder „um eine Person von einer anderen optisch zu isolieren“. Im Film hat sich die Beleuchtung von unten, die sich selten durch eine reale Lichtquelle erklären lässt, hauptsächlich für düster-dramatische Stimmungen erhalten.
Die historische Aufführungspraxis von Opern und Balletten des Barockzeitalters verwendet manchmal wieder ein rekonstruiertes Rampenlicht. Auch zur Rekonstruktion von Melodramen des 19. Jahrhunderts wird Rampenlicht eingesetzt.

#### Aktuelle Techniken
Viele neuere Theatergebäude haben kein fest eingebautes Rampenlicht mehr und müssen es bei Bedarf durch Lichtbänder oder Lichterketten auf dem Bühnenboden ersetzen.
Auch das heutige elektrische Rampenlicht mit Leuchtstofflampen, Halogenlampen oder Leuchtdioden, die in Leuchtkammern angeordnet sind, ist ein Flutlicht ohne Richtwirkung, allerdings mit variabler Lichtstärke und Farbe. Erhältlich sind zum Beispiel vier aneinander gefügte Kammern für die Farben Rot, Grün, Blau und Weiß, die sich getrennt ansteuern und mischen lassen. Sie besitzen einen sogenannten asymmetrischen Rinnenspiegel als Reflektor, mit dem sich eine streifenförmige Ausleuchtung und gute Mischung der Farben erreichen lassen.

## Heutige Bedeutung als Redewendung
Obwohl es auf den meisten Bühnen kein festes Rampenlicht mehr gibt, hat sich dieser Begriff als Redewendung gehalten. Heute heißt die Redensart „im Rampenlicht stehen“ nach dem Duden so viel wie „stark beachtet sein; im Mittelpunkt des [öffentlichen] Interesses stehen“. Darsteller, die sich in den Vordergrund, also ins Rampenlicht drängen, bezeichnet man im Theater-Jargon als „Rampensau“, was nach dem Pons den „leidenschaftlichen Bühnenkünstler“ charakterisiert. Jener Begriff wird zugleich abwertend gebraucht, weil die Eingliederung ins Ensemble und die Respektierung der vierten Wand seit dem 19. Jahrhundert als Qualitäten des Schauspielers gelten. Außerhalb des Theaters bezeichnet Rampensau in einem übertragenen Sinn „jemand, der, indem er sich in den Mittelpunkt stellt und andere in den Hintergrund drängt, es versteht, durch leidenschaftlichen Eifer, Schwung, Überzeugungskraft oder dergleichen mitzureißen“ (so in Wikitionary).
Vor der Zeit der Massenmedien gehörte das Theater zu den wichtigsten Orten der Öffentlichkeit. Es liegt auf der Hand, dass folgende historische Eigenschaften des Rampenlichts den Grund für die heutige Bedeutung gelegt haben:
- Die lange Zeit geringe Lichtstärke, die nur den vordersten Streifen der Bühne erhellen konnte und die Darsteller nötigte, an die Rampe zu treten, um sichtbar zu sein. (Diese Bedeutung zeigt sich etwa in einer Schlagzeile von 2008: „UN-Klimagespräche: Entwicklungsländer drängen sich ins Rampenlicht.“[71])
- Die gleißende Helligkeit in Umkehrung der ursprünglichen Situation, vor allem des Kalklichts und des Bogenlichts im 19. Jahrhundert. (Diesen Aspekt illustriert zum Beispiel der Vers „Ich wurd’ geblendet vom Ruhm und vom Rampenlicht“ aus dem Album 23 (2011) der Rapper Bushido und Sido.)
- Die Beleuchtung von unten, die den Schein von Größe vermittelte und von der Bühne aus die Sicht auf das Publikum im Parkett erschwerte (als der Zuschauerraum stets noch erleuchtet war), was die Überheblichkeit der Stars gefördert haben mochte. (Auf diese Eigenschaft wird im Ausspruch „Wer im Rampenlicht steht, hat Mühe, das Publikum zu erkennen“[72] des Journalisten Walter Ludin angespielt.) Im Unterhaltungstheater sollte das Rampenlicht allerdings auch die Beine hervortreten lassen und den Darstellerinnen unter den Rock leuchten, was sich in Revuetiteln wie Parade im Rampenlicht (1933) spiegelt.
- Die Brandgefahr, die von diesen Beleuchtungstechniken ausging und Darsteller, die sich zu weit in den Vordergrund begaben, gefährdete. (So steht etwa noch in einer Medienkritik von 1972, man wolle „den Anfängen wehren, damit der Könner nicht zuletzt im Rampenlicht wie ein Komet verglüht“.[73])